# Tour de Romandía 1974
La 28.ª edición del Tour de Romandía se disputó del 7 de mayo al 12 de mayo de 1974 con un recorrido de 890,6 km dividido en un prólogo inicial y 6 etapas, con inicio en Ginebra, y final en Grand Lancy.
El vencedor fue el holandés Joop Zoetemelk, cubriendo la prueba a una velocidad media de 37,3 km/h.

## Etapas[1]
| Etapa   | Recorrido                       | Km    | Ganador                |
| Prólogo | Ginebra                         | 4,4   | Gan-Mercier-Hutchinson |
| 1.ª     | Ginebra-Evolène                 | 177   | Wladimiro Panizza      |
| 2.ª     | Evolène-Villars Sainte Croix    | 172   | Cees Priem             |
| 3.ª     | Villars Sainte Croix-Le Sentier | 200   | Christian Raymond      |
| 4.ª     | Le Sentier-Chaumont             | 186,2 | Joop Zoetemelk         |
| 5.ªa    | Neuchatel-Grand Lancy           | 126   | Gustaaf Van Roosbroeck |
| 5.ªb    | Ginebra-Grand Lancy             | 25    | Knut Knudsen           |

## Clasificaciones
Así quedaron los diez primeros de la clasificación general de la segunda edición del Tour de Romandía
| \| 1. \| Joop Zoetemelk \| Países Bajos \| 23h 54'16" \| \| \| 2. \| Wladimiro Panizza \| Italia \| + 5'03" \| \| \| 3. \| Fedor Den Hertog \| Países Bajos \| + 7'20" \| \| \| 4. \| Giovanni Battaglin \| Italia \| + 7'59" \| \| \| 5. \| Raymond Poulidor \| Francia \| + 8'41" \| \| \| 6. \| Gustaaf Van Roosbroeck \| Bélgica \| + 9'05" \| \| \| 7. \| Louis Pfenninger \| Suiza \| + 9'39" \| \| \| 8. \| Antonio Martos \| España \| + 10'13" \| \| \| 9. \| Knut Knudsen \| Noruega \| + 11'44" \| \| \| 10. \| Fausto Bertoglio \| Italia \| + 13'43" \| \| |                        |              |            |  |
| 1. | Joop Zoetemelk         | Países Bajos | 23h 54'16" |  |
| 2. | Wladimiro Panizza      | Italia       | + 5'03"    |  |
| 3. | Fedor Den Hertog       | Países Bajos | + 7'20"    |  |
| 4. | Giovanni Battaglin     | Italia       | + 7'59"    |  |
| 5. | Raymond Poulidor       | Francia      | + 8'41"    |  |
| 6. | Gustaaf Van Roosbroeck | Bélgica      | + 9'05"    |  |
| 7. | Louis Pfenninger       | Suiza        | + 9'39"    |  |
| 8. | Antonio Martos         | España       | + 10'13"   |  |
| 9. | Knut Knudsen           | Noruega      | + 11'44"   |  |
| 10. | Fausto Bertoglio       | Italia       | + 13'43"   |  |